# Idénum
 (mai 2013).
Idénum est un projet français d'identité numérique (2009-2016)

## Historique
Idénum est un projet français lancé en 2009 par Nathalie Kosciusko-Morizet qui occupe alors le poste de secrétaire d'État au numérique. 
Il vise à permettre des usages du web nécessitant une plus grande sécurité que le simple login/mot de passe. Cette sécurité peut être apportée par une carte d'identité électronique (comme en Belgique, au Portugal ou en Estonie). En l'absence de carte d'identité électronique française , Idénum (initialement IDNum) vise à permettre l'utilisation en ligne de moyens d'identité numérique délivrés par le secteur privé ou par des acteurs publics différents de l'Etat. Il s'inspire des projets comme le SuisseID, les cartes régionales de service italiennes, le BankID suédois, la Buergerkarte autrichienne... 
L'objectif est que les outils Idénum soient utilisables dans tous les sites web publics et privés pour prouver l'identité de l'internaute et éventuellement pour souscrire des contrats en ligne (sites de banque, d'assurance...). Une étude Afnor de 2008 évalue à plusieurs milliards d'euros par an les gains de productivité et de sécurité à attendre de cet outil. Il s'agit donc d'une identité dite "forte", c'est-à-dire avec un haut niveau de fiabilité et de valeur juridique, ce qui implique des contraintes techniques et un coût. L'intérêt d'une telle identité forte est de permettre l'accès fiable aux dossiers personnels, voire aux réseaux internes d'entreprise dans des usages B2B, et de permettre de dématérialiser des démarches en signant électroniquement.
Une large concertation lancée en 2009 par le cabinet de Nathalie Kosciusko-Morizet avec les acteurs français du numériques (banques , assureurs, fédération du e-commerce, jeux en ligne, réseaux sociaux, mutuelles, opérateurs télécoms, administration électronique...) confirme l'intérêt de tous les acteurs pour un tel système unifié d'identité numérique et conduit au lancement officiel du projet en 2010 .
Initialement, Idénum a été pensé comme un label qui aurait été décerné par l'administration aux supports existants comme par exemple la carte d'assurance santé Vitale 2, une carte bancaire ou la carte SIM d'un smartphone. Toutefois, les réunions de concertation  se multiplient et font rapidement apparaître le besoin de créer une société gestionnaire du système, à l'image du rôle que joue le GIE CB pour la carte bancaire.
Le projet est alors inscrit au Programme d'investissements d'avenir et son étude confiée à la Caisse des dépôts, gestionnaire de ce programme. 
Le principe est le suivant: des organismes émetteurs (banques, opérateurs mobiles...), qui ont déjà vérifié l'identité de leurs clients et les ont déjà équipés de puces permettant de prouver cette identité (grâce au code PIN), permettent à tous les sites web d'utiliser cette preuve d'identité dont ils se portent garants. En échange de ce service, un système de rémunération des émetteurs par les sites web est prévu. Le système doit être gratuit pour l'internaute.
Une étude de faisabilité économique est lancée en 2011 et conclut positivement .

## Activité
Une société IdéNum est créée en 2013, cofinancée par le Plan d'Investissement d'Avenir (32% via la Caisse des dépôts) et par des actionnaires privés (SFR, la poste, le Crédit Mutuel-CIC respectivement 21%, les PagesJaunes/Solocal 5%).
Toutefois, certains actionnaires de cette société travaillent en parallèle à des projets concurrents. La société limite alors son activité à des études et ferme en 2016 .
En parallèle, l'administration française lance en 2014 le projet France Connect, qui reprend l'idée de mutualisation d'Idénum, mais avec un spectre beaucoup plus étroit, puisqu'il se concentre sur les usages administratifs.

## Voir  aussi

### Articles  connexes
- Authentification unique
- Authentification forte

### Liens  externes
- https://www.forumatena.org/files/livresblancs/L%27identit%C3%A9%20num%C3%A9rique%20multiservices.pdf
- « Le label IdéNum avance avec 58 partenaires, dont 8 fantômes », sur Numerama, 2 juin 2010 (consulté le 1er septembre 2020)
- L'Expansion.com, « Des nouvelles du projet d'identifiant numérique universel », sur lexpress.fr, L'Express, 31 mai 2011 (consulté le 1er septembre 2020)
- Laurence Girard, « Le projet de signature numérique est relancé », Le Monde,‎ 1er juin 2011 (lire en ligne , consulté le 1er septembre 2020)
- http://www.usinenouvelle.com/article/identifiant-numerique-unique-idenum-nkm-en-a-reve-fleur-pellerin-l-a-fait.N194954 Usine Nouvelle
- http://www.zdnet.fr/actualites/idenum-la-societe-est-sur-les-rails-39789272.htm ZDnet